# Sporophila angolensis
El semillero curió (Sporophila angolensis), también denominado semillero sabanero (en Colombia), arrocero buchicastaño (en Colombia), arrocero castaño (en Paraguay, Bolivia y Argentina), semillero ventricastaño (en Venezuela y Ecuador), semillero de vientre castaño (en Perú) o curió (en Argentina y Paraguay),  es una especie de ave paseriforme de la familia Thraupidae perteneciente al numeroso género Sporophila, anteriormente situada en el género Oryzoborus. Es nativo de América del Sur.

## Distribución y hábitat
Se distribuye por una inmensa área a oriente de los Andes, del este de Colombia, Venezuela, Trinidad y Tobago, Guyana, Surinam, Guayana Francesa, la mayor parte de Brasil (excepto el extremo sur), este de Ecuador, este de Perú, norte y este de Bolivia, este de Paraguay hasta el noreste de Argentina.
Esta especie es ampliamente diseminada y generalmente bastante común en sus hábitats naturales: los claros arbustivos, bosques y bordes de selvas húmedas, principalmente por debajo de los 1000 m de altitud, unas pocas hasta los 1500 m.

## Descripción
Mide entre 10 y 13 cm de longitud y pesa hasta 16 g. El macho presenta la cabeza, la garganta, el dorso, la parte superior del pecho las alas y la cola  de color negro profundo; el vientre y la parte inferior del pecho son de color castaño rojizo o vino tinto; el forro de las alas y las bases de las primarias internas son blancas. La hembra es marrón oscuro por encima, con las alas y la cola negruzcas con bordes castaños; presenta partes inferiores de color canela en el vientre a castaño en la garganta, el forro de las alas blanco. El pico es negro y las patas son gris oscuro.

## Alimentación
Se alimenta de semillas e insectos.

## Reproducción
El periodo de reproducción comienza a finales del mes de marzo. Hace un nido de paredes finas, en forma de taza. La hembra pone dos huevos blancos verdosos con muchas manchas marrón que eclosionan a los 13 días. Pasados 30 días del nacimiento, los polluelos pueden abandonar el nido. Llegan a la madurez sexual al año de edad.

## Sistemática

### Descripción original
La especie S. angolensis fue descrita por primera vez por el naturalista sueco Carlos Linneo en 1766 bajo el nombre científico Loxia angolensis; su localidad tipo es: «Angola (error), enmendado para este de Brasil».

### Etimología
El nombre genérico femenino Sporophila es una combinación de las palabras del griego «sporos»: semilla, y  «philos»: amante; y el nombre de la especie «angolensis» se refiere a Angola, la localidad tipo errada.

### Taxonomía
La presente especie, junto a otras cinco, estuvo tradicionalmente incluida en el género Oryzoborus, hasta que los estudios filogenéticos de Mason & Burns (2013) demostraron que estas especies y también Dolospingus fringilloides se encontraban embutidas dentro del género Sporophila. En la Propuesta N° 604 al Comité de Clasificación de Sudamérica (SACC) se aprobó la transferencia de dichas especies a Sporophila.
Diversos autores consideraron que Sporophila funerea y la presente especie son conespecíficas, sin embargo, aparte de las notables diferencias de plumaje, nunca se ha estudiado adecuadamente la naturaleza del flujo genético entre ambas; aunque ocurre hibridación en el área de contacto en el norte de Colombia, no hay evidencias de una multitud de híbridos o de intergradacion en el área que podría indicar un libre cruzamiento entre las dos.
Los datos presentados por los amplios estudios filogenéticos recientes demostraron que la presente especie es hermana de Sporophila funerea y el par formado por ambas es hermano de Sporophila torqueola.

### Subespecies
Según las clasificaciones del Congreso Ornitológico Internacional (IOC) y Clements Checklist/eBird v.2019 se reconocen dos subespecies, con su correspondiente distribución geográfica:
- Sporophila angolensis torrida (Scopoli), 1769 – sur de Colombia hasta Perú, Venezuela, las Guayanas y norte de Brasil; Trinidad.
- Sporophila angolensis angolensis (Linnaeus), 1766 – este de Brasil al oeste de Bolivia, Paraguay y  extremo noreste de Argentina.

La subespecie descrita S. angolensis theobromae Olson, 1981 se considera un sinónimo de torrida.